# Perle Bugnion-Secrétan
Perle Bugnion-Secrétan (* 14. November 1909 in Colombier NE; † 28. Januar 2004 in Crans-près-Céligny; heimatberechtigt in Lausanne) war eine Schweizer Frauenrechtlerin.

## Leben
Perle Bugnion-Secrétan wurde als Tochter des Instruktionsoffiziers Isaac Secrétan und der Violette Renevier geboren. Sie studierte zunächst Rechtswissenschaft, schloss ihr Studium aber nicht ab. Später machte sie eine Ausbildung zur Übersetzerin. Sie war mit dem Ingenieur Frank Bugnion verheiratet.
Von 1957 bis 1967 war Bugnion-Secrétan Nationalführerin des Bundes Schweizerischer Pfadfinderinnen. Von 1963 bis 1975 war sie Mitglied des Weltkomitees des Weltpfadfinderinnenbundes und dessen Vertreterin bei den Vereinten Nationen und der UNESCO. Zwischen 1957 und 1975 war sie ebenfalls Mitglied der Schweizerischen UNESCO-Kommission.
Sie leitete zudem die Kommission für internationale Beziehungen innerhalb des Bundes Schweizerischer Frauenorganisationen. Im Jahr 1975 wurde sie zur Vizepräsidentin der Arbeitsgemeinschaft Die Schweiz im Jahr der Frau. Im Jahr 1981 war sie Mitglied des Initiativkomitees «Gleiche Rechte für Mann und Frau». Ab 1974 war sie Redaktorin der Zeitschrift Femmes suisses.
Bugnion-Secrétan war Initiantin und Präsidentin einer Arbeitsgruppe für den Beitritt der Schweiz zu den Vereinten Nationen. Sie setzte sich auch für den Beitritt der Schweiz zum Europäischen Wirtschaftsraum ein.